# خانم صاحب‌خانه (فیلم ۲۰۰۰)
خانم صاحب‌خانه (به بنگالی: Bariwali) و (به انگلیسی: LandLady) فیلمی هندی محصول سال ۲۰۰۰ و به کارگردانی ریتوپارنو گوش است. در این فیلم بازیگرانی همچون کیرون کهیر، چیرانجیت، روپا گانگولی، آبیشک چاترجی و سودیپتا چاکرابورتی ایفای نقش کرده‌اند.